# Коль ха-Шалом

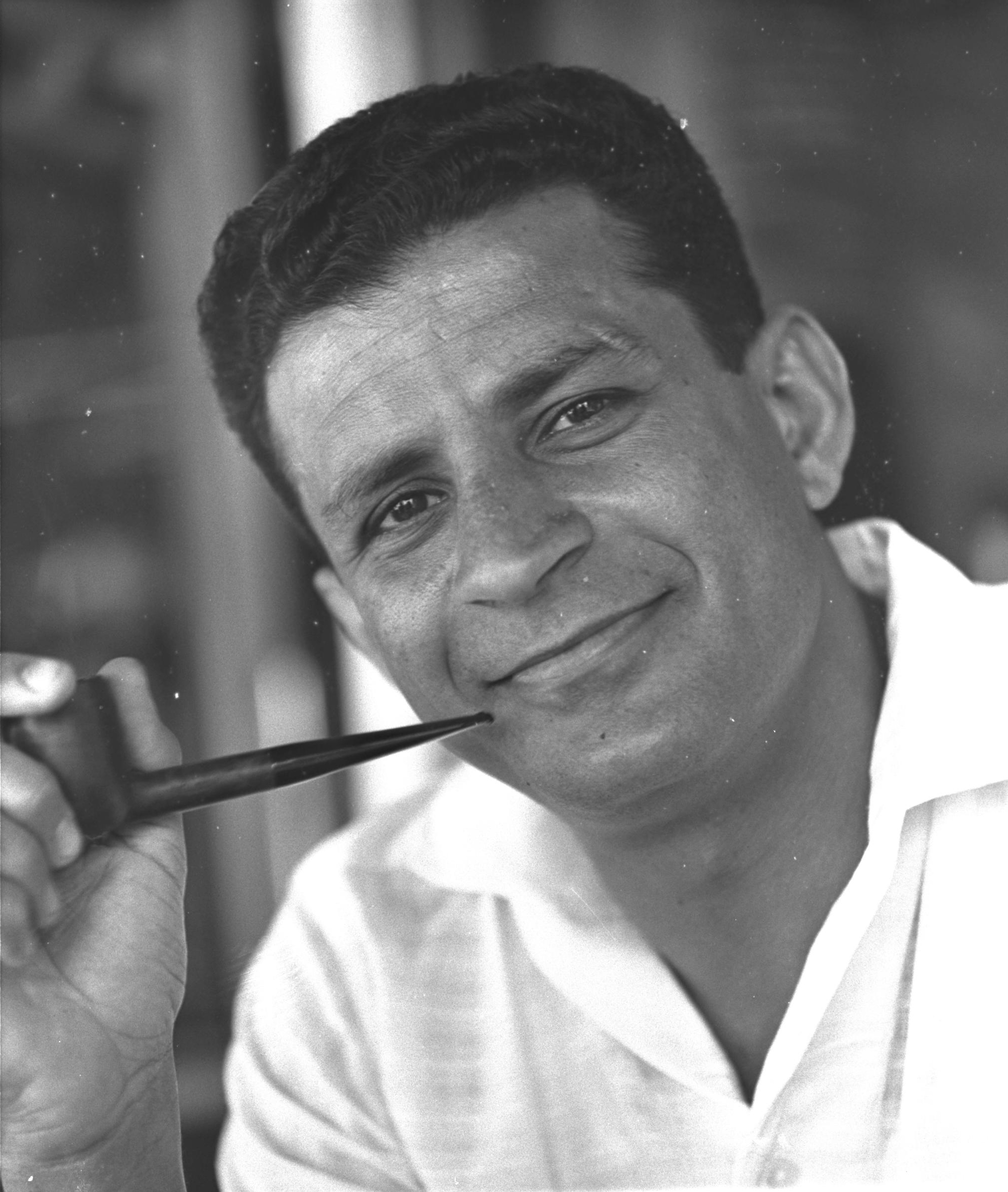
Аби Натан, основатель радиостанции «Голос мира»

Голос Мира (ивр. קול השלום‎ Коль ха-Шалом) — оффшорная радиостанция, которая в течение 20 лет вещала на Ближний Восток из бывшего голландского грузового судна MV Peace (ранее — MV Cito), стоявшего на якоре у израильского побережья Восточного Средиземноморья. Основанная Эйби Натаном и находящимся в Нью-Йорке Peace Ship Foundation, радиостанция работала почти непрерывно с 19 мая 1973 года по ноябрь 1993 года. Станция была перезапущена, но исключительно как онлайн-станция, в августе 2009 года. Второй онлайн-канал, под названием «Классика голоса мира», был добавлен в 2014 году.

## История
Целью Голоса Мира было донести идеи мирного сосуществования до Ближнего Востока. Она передавала популярную музыку, представленная в основном британскими диджеями, которая транслировалась в прямом эфире с корабля. Основная эфирная студия состояла из микшера Gates Diplomat, проигрывателей Technics SL-1200, проигрывателей компакт-дисков Sony и кассетных автоматов Gates NAB, на которых воспроизводились джинглы и рекламные ролики. Вторая студия, для производства, имела проигрыватель Gates, катушечные магнитофоны и кассетный блок NAB.
«Голос мира» был первой в Израиле оффшорной эстрадной станцией и первой частной станцией, финансируемой из коммерческих средств. Она привлекала многих рекламодателей. Первоначально станция передавала на частоте 1539 АМ и в 1980 добавила частоту 100.0 FM.
К вещанию были привлечены знаменитости. The Carpenters, Джонни Матис и другие записали сообщения о мире. Джон и Йоко Леннон подписали сотни плакатов о мире, которые Эйби Натан мог продать в трудные времена. В середине 1970-х годов радиостанция привлекла более 20 миллионов слушателей, от Ближнего Востока до южной Европы и Турции.

### Передатчики
Первоначальный передатчик AM / MW был установлен в Нью-Йорке до 1972 года и состоял из двух блоков Collins мощностью 25 000 Вт и сумматора Collins, что дало станции сигнал мощностью 50 кВт в диапазоне AM. Сигнал MW транслировался от горизонтальной антенны с центральным питанием, установленной между передней и задней мачтами, конструкция, аналогичная той, которая использовалась Radio Veronica, а затем Laser 558. Станция обычно работала на 35 кВт до конца 1976 года, когда было решено использовать только один передатчик за раз, оставляя другой в резерве. В 1985 году ремонт позволил вновь запустить два блока Коллинз одновременно, что привело к расширению вещания до Турции , Крита, Греции и Кипра, районов, где сообщение «Голос мира» не достигалось в течение девяти лет. После того, как эти AM передатчики стали непригодными, был установлен канадский передатчик Nautel 10 кВт AM.
Коротковолновый передатчик использовался кратковременно на частоте 6240 кГц, но от него отказались из-за проблем с помехами.
FM-передатчик 20 кВт, установленный в Израиле, был изготовлен компанией Harris, мощностью в 80 кВт. Второй 20 кВт передатчик FM был также установлен на борту корабля.

### Диджеи / ведущие
Среди выступавших с «Голосом мира» были Тони Аллан , Крис Фелан , Питер Куинн , Натан Морли , Крис Пирсон , Найджел Харрис и Грант Бенсон. Стив Гринберг, ставший продюсером Грэмми и президентом Columbia Records, был ведущим с начала 1980-х. Кенни Пейдж был одним из старейших докладчиков на борту с 1970 по 1990 годы.

### Программы
Голос Мира вещал в основном на английском языке, но включал передачи на иврите, арабском и французском языках . Несколько шоу длилось почти всю его жизнь, включая «Сумеречное время» (ежедневно в 18:00, с использованием хита «Платтерс» в качестве основной темы), программу «Классическая музыка» (ежедневно с 19:30) и «Поздняя ночь» (00.00 03,00).
Телефонный форум под председательством Аби Натана под названием «Коль Ха Лев» (Голос Сердца), а затем Ма Лаасот? (ивр. ?מה לעשות‎, «Что делать?») был прямым общественным диалогом между израильтянами и палестинцами.

## Реакция правительства
Израильское правительство «терпело» Голос мира, так как Аби Натан был известной личностью в стране; однако МБА был встревожен его популярностью, и в мае 1976 года создал государственную эстрадную службу «Решет Гимель». Натан несколько раз был заключен в тюрьму за нарушение законов, запрещающих контакты с вражескими государствами и ООП.

## Потопление корабля мира
Натан решил намеренно потопить судно в международных водах на 28 ноября 1993 года, после обещания получить лицензии на вещание и неудачу со швартовкой в порту Яффо. Он закрыл станцию в связи с большими расходами и после подписания мирных соглашений в Осло, которые, как он предположил, были проверка миссией станции. В заключительный день он поручил докладчикам играть Битлз нон-стоп. Ведущие в последний день были Натан Морли, Мэтью Френч, Билл Шелдрейк и Клайв Синклер.

## Болезнь и смерть Аби Натана
В 1997 году у Аби Натана случился инсульт, и он был частично парализован. Он умер в Тель-Авиве 27 августа 2008 года в возрасте 81 год. 10 июня 2007 года Тель-Авив-Яффо решил разместить табличку на тель-авивской набережной на пляже Гордон, напротив того места, где стоял якорный корабль. Этот мемориал воспроизводит записи «Голоса мира», в том числе позывной станции голосом Натана и пояснения на иврите и английском.
Израильская радиостанция Radius 100 (на частоте VoP FM) транслирует программы, посвященные ему, один день в неделю. Первый час — музыка в формате Twilight Time. Второй — хиты, в основном с 1970-х, 1980-х и начала 1990-х. Среди ведущих — Гил Кацир, Майк Брэнд и Тим Шепард.

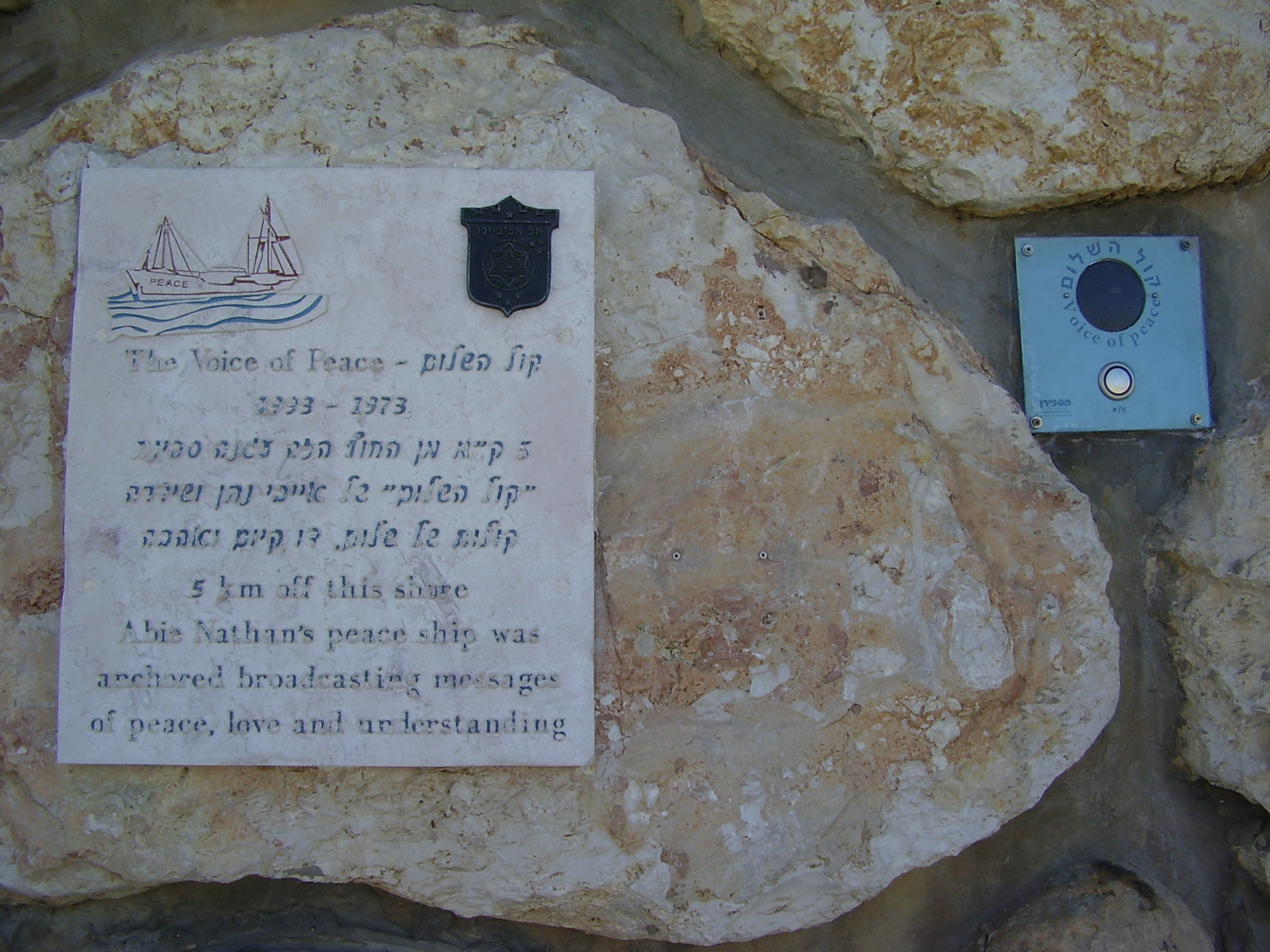
Мемориальная доска «Голосу мира» на пляже Гордон в Тель-Авиве

В 2003 году NMC Music выпустила компакт-диск под названием «Голос мира» с песнями и джинглами со станции. Вскоре последовал фильм " Заходы солнца , фильм об Аби Натане режиссёра Эйтан Харрис. Компиляции двойного CD была выпущеня в 2007 и 2008 годах.